# Hyberis
Hyberis is een geslacht van kevers uit de familie somberkevers (Zopheridae).

## Soorten
Deze lijst is mogelijk niet compleet.
- H. araneiformis
- H. rugosus
- H. similis